# Alfa Horologii
Alfa Horologii (α Hor, α Horologii) è la stella più brillante della costellazione dell'Orologio. Di magnitudine apparente +3,86, dista 115 anni luce dal sistema solare.
La stella è una gigante arancione di tipo spettrale K2III avente una massa 1,55 volte quella del Sole, con un raggio 11 volte quello solare. Nata circa 1 miliardo di anni fa come stella di classe A, simile a Vega o Sirio, ha ormai terminato l'idrogeno nel suo nucleo da trasformare in elio ed è entrata nella fase finale della sua esistenza, trasformandosi in gigante.